# Lokanka
Lokanka (Clarkia) je rod rostlin z čeledi pupalkovité. Jsou to jednoleté, vzpřímené byliny s jednoduchými listy. Květy jsou nápadné, čtyřčetné, růžové až tmavě purpurové. Plodem je tobolka. Do rodu Clarkia byl vřazen rod Godetia (zářivka) a část druhů rodu Gaura (svíčkovec). Některé druhy lokanek jsou pěstovány jako okrasné letničky.

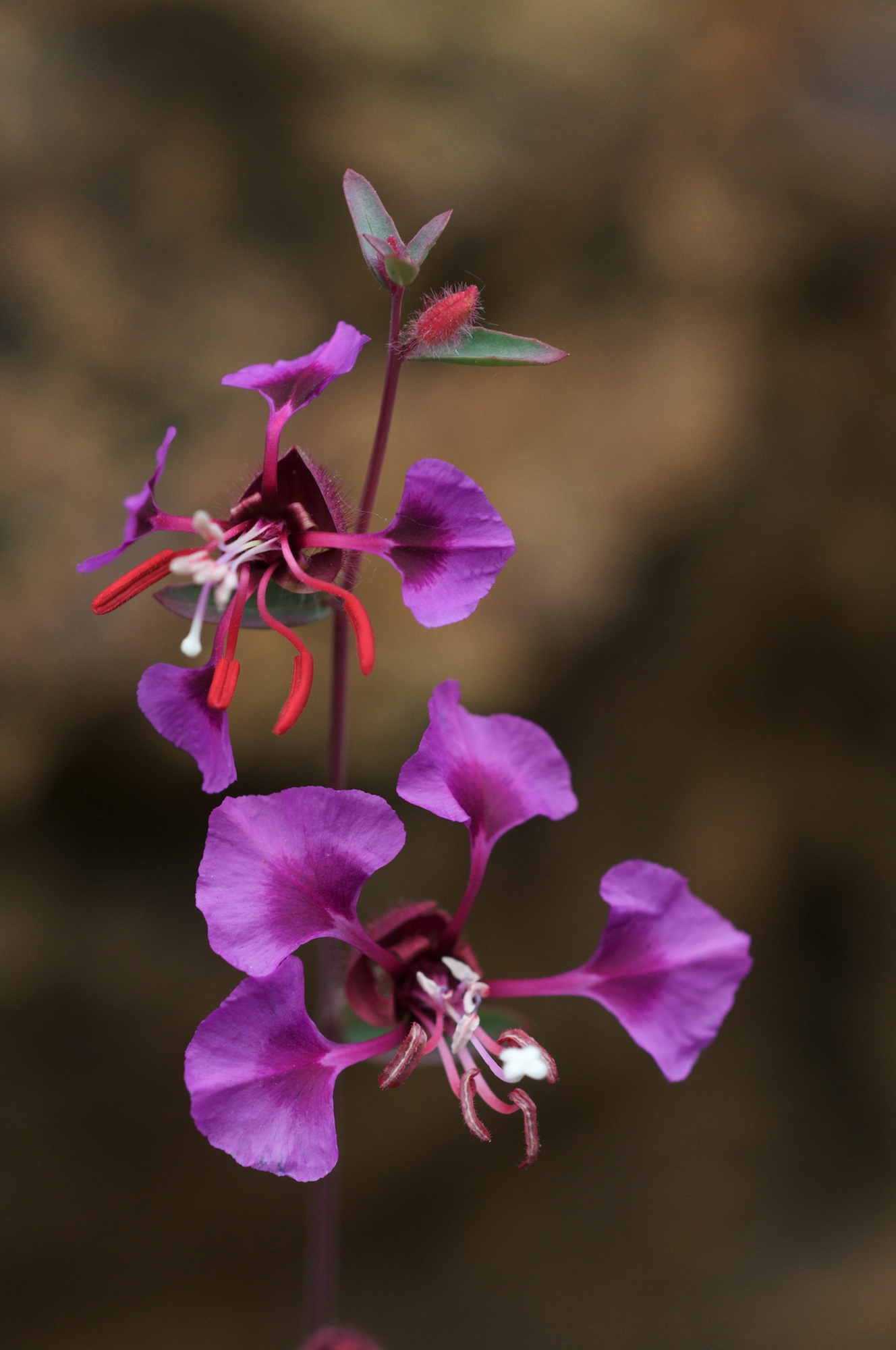
Lokanka lepá (C. unguiculata)

## Popis
Lokanky jsou jednoleté byliny s jednoduchou nebo řídce větvenou, tenkou nebo tlustou lodyhou. Listy jsou jednoduché, střídavé, přisedlé nebo řapíkaté, s čárkovitou, eliptickou nebo oválnou, celokrajnou nebo zoubkatou čepelí. Palisty chybějí. Květy jsou pravidelné nebo řidčeji lehce dvoustranně souměrné, oboupohlavné, uspořádané v klasech nebo hroznech a podepřené listeny. Květní trubka po odkvětu opadává společně s okvětím a tyčinkami. Kalich je čtyřčetný, často barevný. Koruna je růžová až tmavě purpurová, žlutá, bílá nebo výjimečně modrá, často s bělavou nebo červenou kresbou. Korunní lístky jsou obkopinaté, obvejčité nebo lžicovité. Tyčinek je 8. Semeník obsahuje 4 komůrky a nese čnělku zakončenou čtyřlaločnou bliznou. Plodem je pouzdrosečná tobolka válcovitého, vřetenovitého nebo kyjovitého tvaru. Plody často pukají až po delší době, u druhu C. heterandra jsou dokonce nepukavé a připomínající oříšek.

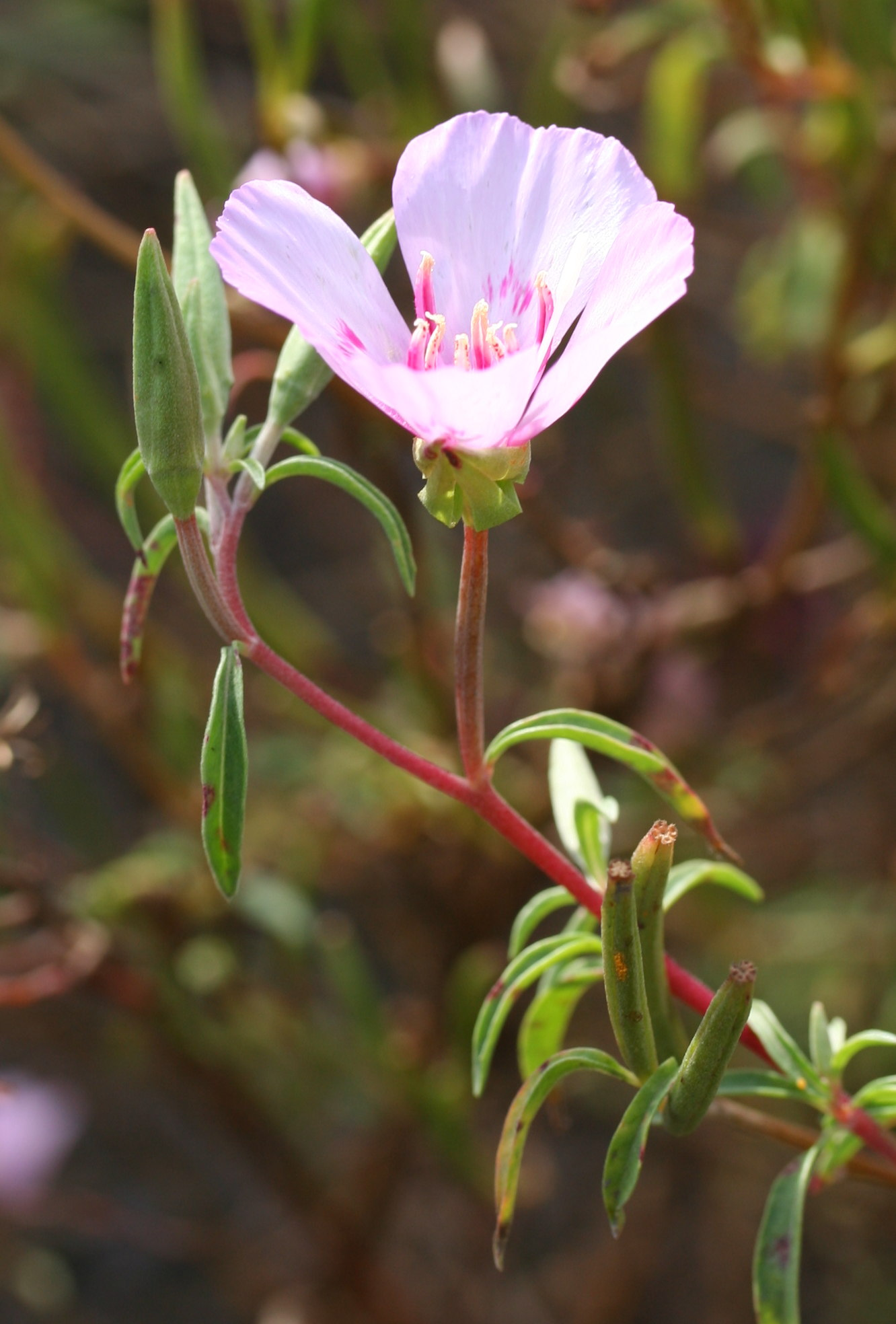
Lokanka líbezná (Clarkia amoena)
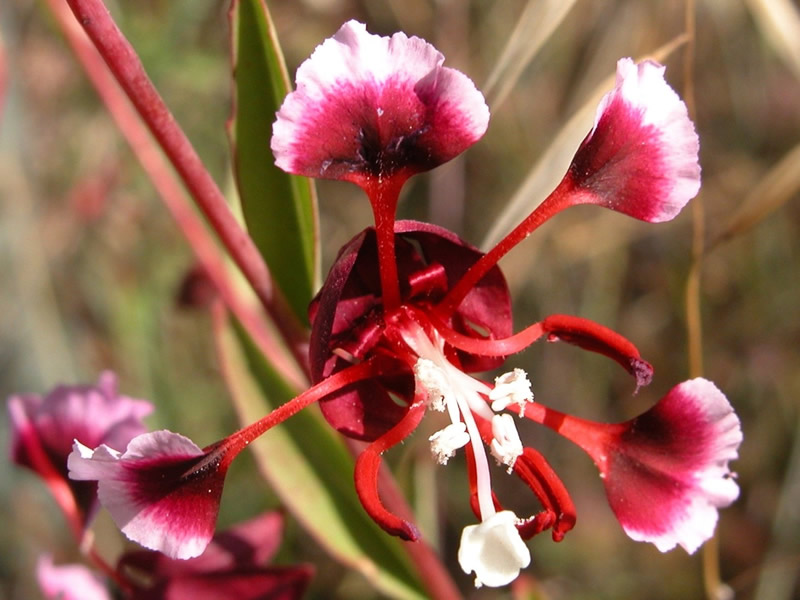
Detail květu C. springvillensis
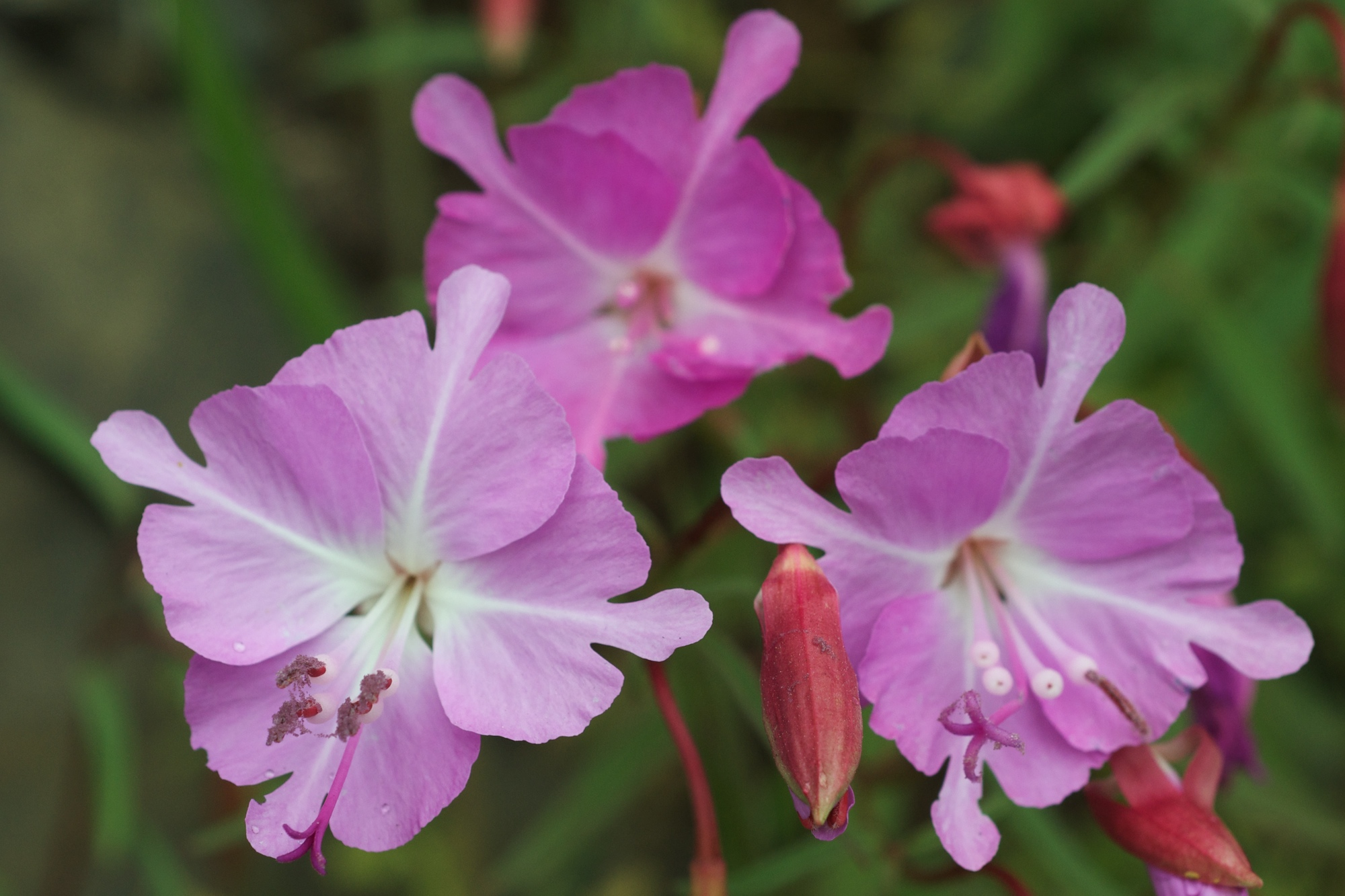
Zajímavě tvarované květy C. breweri

## Rozšíření
Rod Clarkia zahrnuje 42 druhů. Převážná většina druhů roste v západních oblastech Severní Ameriky, areál rozšíření sahá od kanadské Britské Kolumbie po Arizonu. Nemnohé druhy (C. pulchella, C. rhomboidea) mají nepříliš rozsáhlý výskyt i v některých oblastech východní poloviny USA. Mimo Severní Ameriku se vyskytuje jediný druh, C. tenella, rozšířený v Chile a Argentině. Roste v oblastech s mediteránním klimatem.
Centrum druhové diverzity je v Kalifornii, kde rostou všechny druhy rodu s výjimkou C. pulchella a jihoamerického druhu C. tenella. Z celkového počtu 40 kalifornských druhů je 33 endemických.
Latinský název Clarkia, vznikl na počest kapitána Williama Clarka, který s Meriwether Lewisem prozkoumal kolem roku 1806 flóru Skalnatých hor.

## Ekologické interakce
Květy lokanek jsou opylovány zejména včelami, v menší míře je navštěvují i motýli, můry, brouci, mouchy a dlouhososky. Květy jsou schopné samosprášení, často je vyvinuta protandrie.

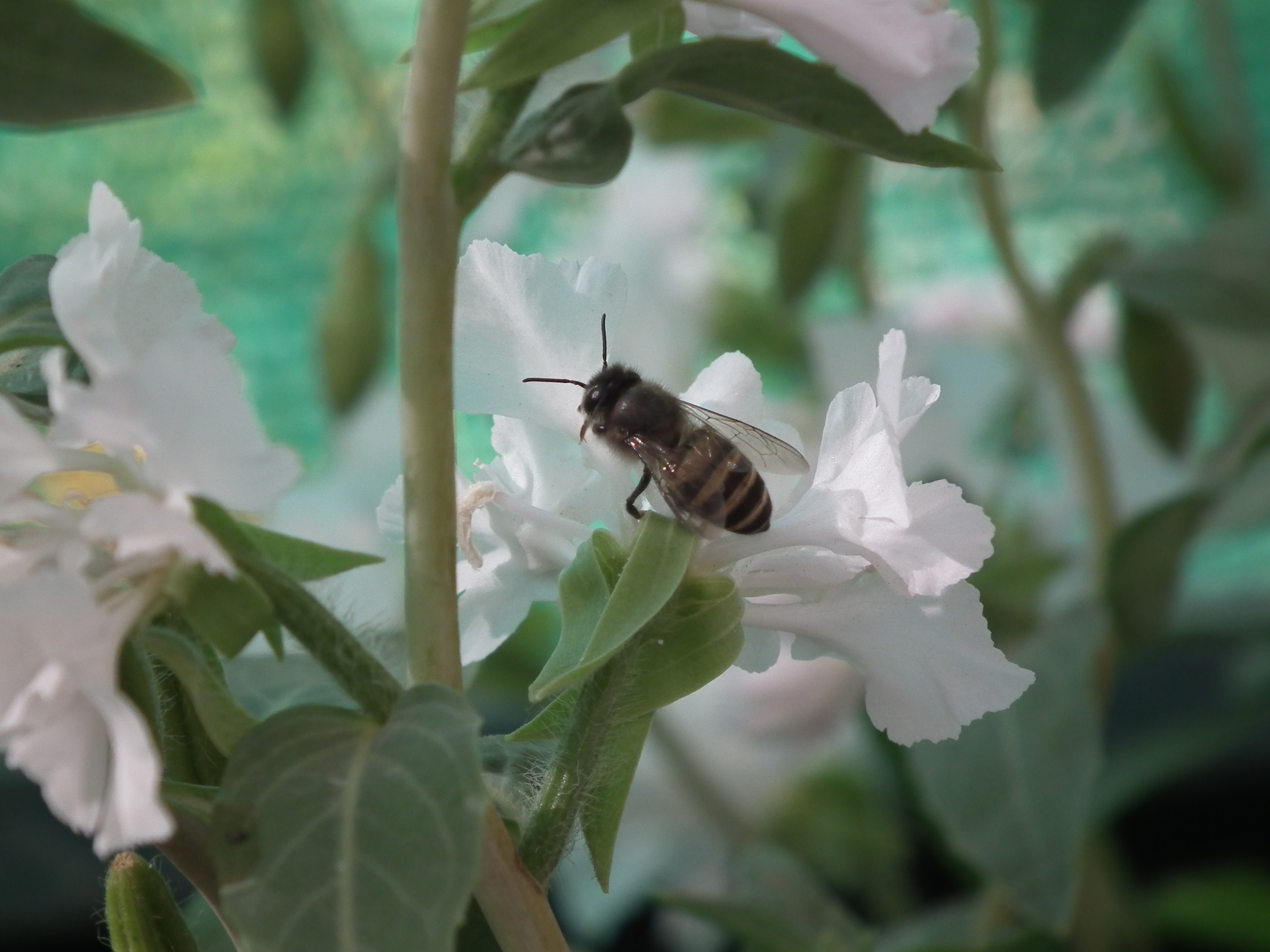
Včela na květech lokanky

## Taxonomie
Rod Clarkia je v rámci čeledi pupalkovité řazen do podčeledi Onagroideae a tribu Onagreae. Nejblíže příbuznými skupinami jsou rovněž americké rody Gayophytum a Chylismiella.
Do rodu Clarkia byl na základě výsledků fylogenetických studií vřazen bývalý rod Godetia (zářivka) a také část bývalého rodu Gaura (svíčkovec), zatímco zbylé druhy tohoto rodu včetně běžně pěstovaného druhu Gaura linheimeri byly vřazeny do rodu Oenothera (pupalka).

## Zástupci
- lokanka lepá (Clarkia unguiculata)
- lokanka líbezná (Clarkia amoena), syn. zářivka velkokvětá (Godetia amoena)
- lokanka vzhledná (Clarkia pulchella)

## Význam
Některé druhy lokanek jsou pěstovány jako atraktivně kvetoucí letničky, zejména lokanka lepá, lokanka líbezná (často pod staršími názvy zářivka nebo godetie) a lokanka vzhledná.

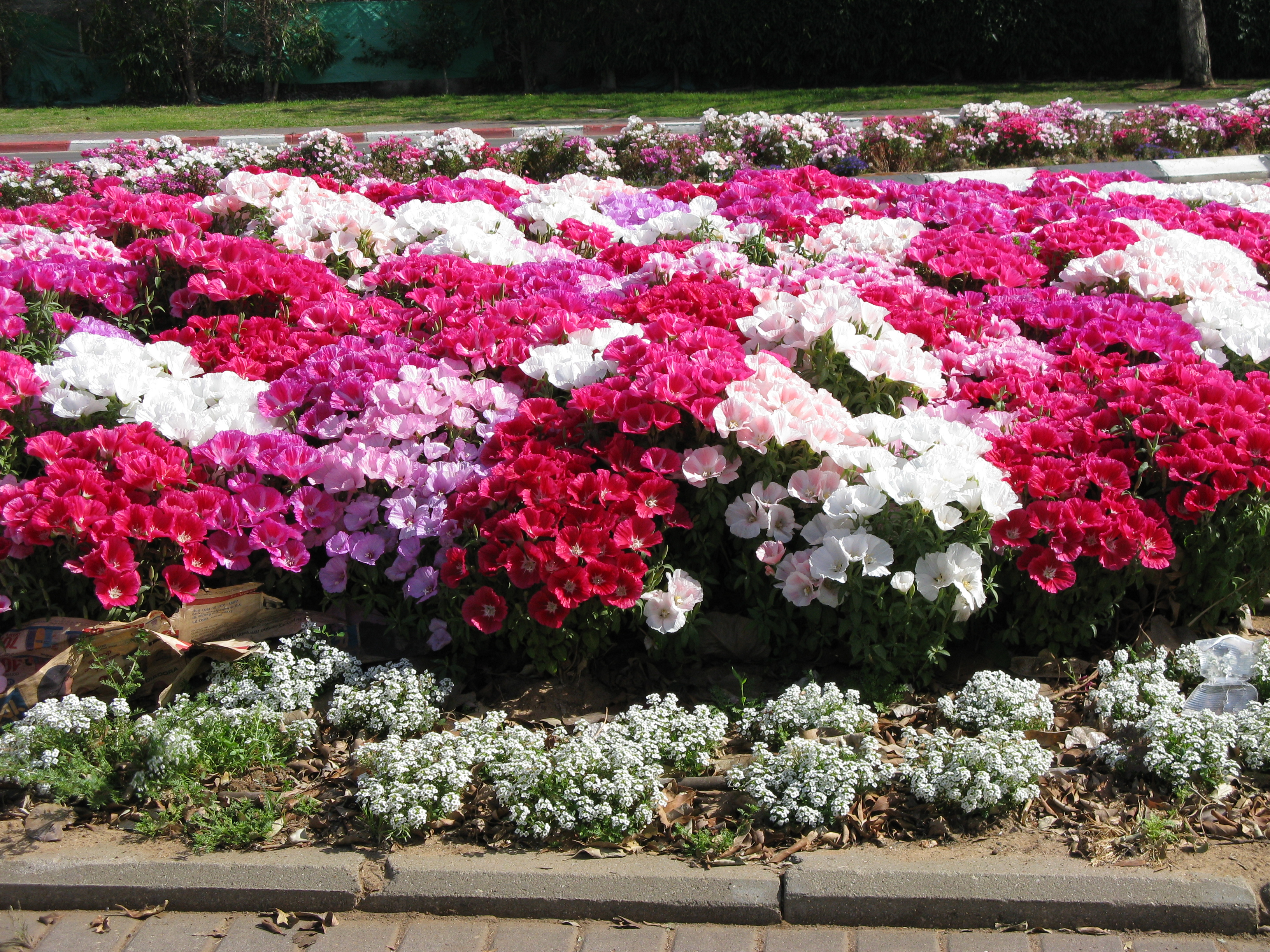
Záhon s lokankou
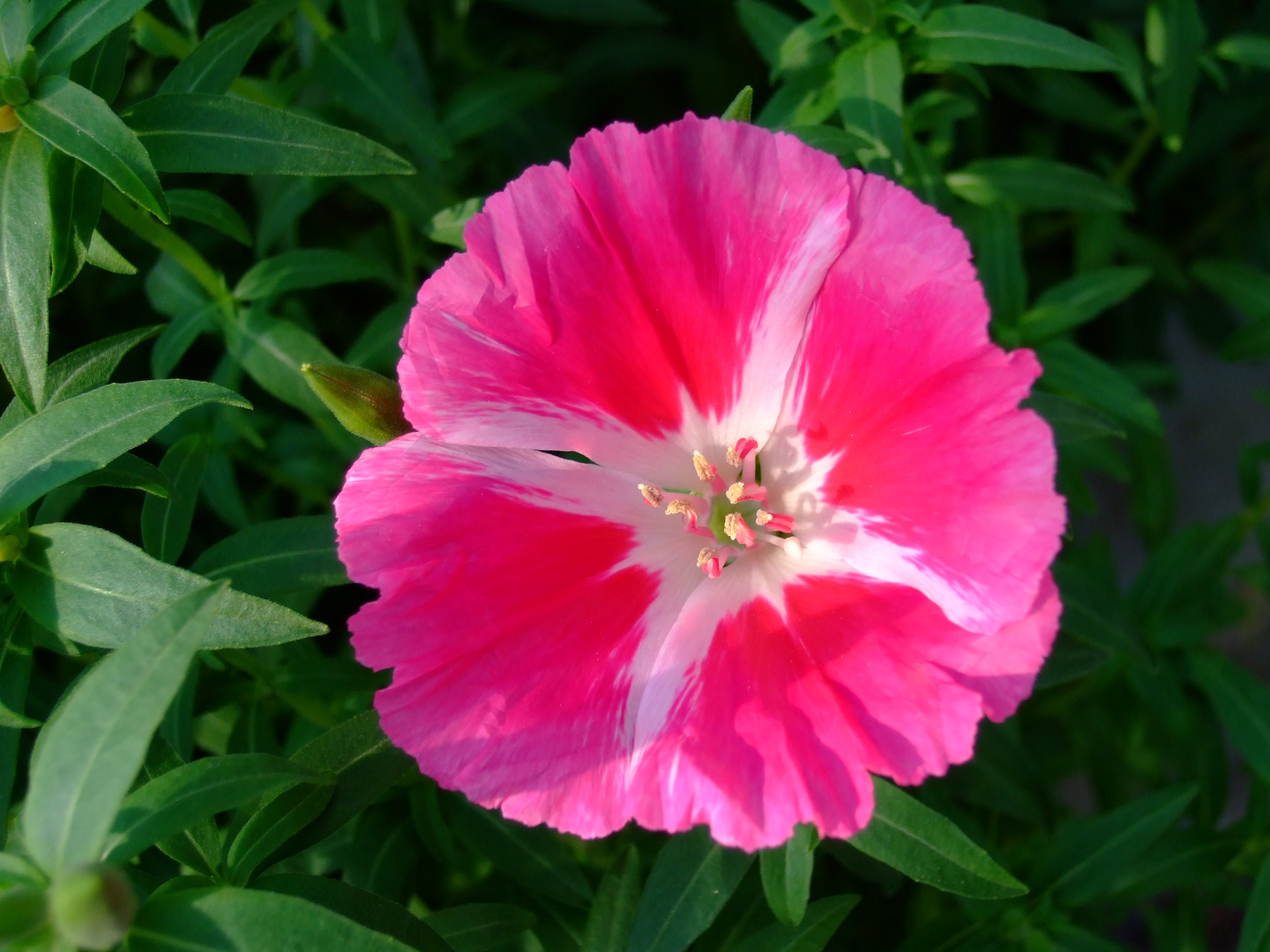
Květ lokanky líbezné
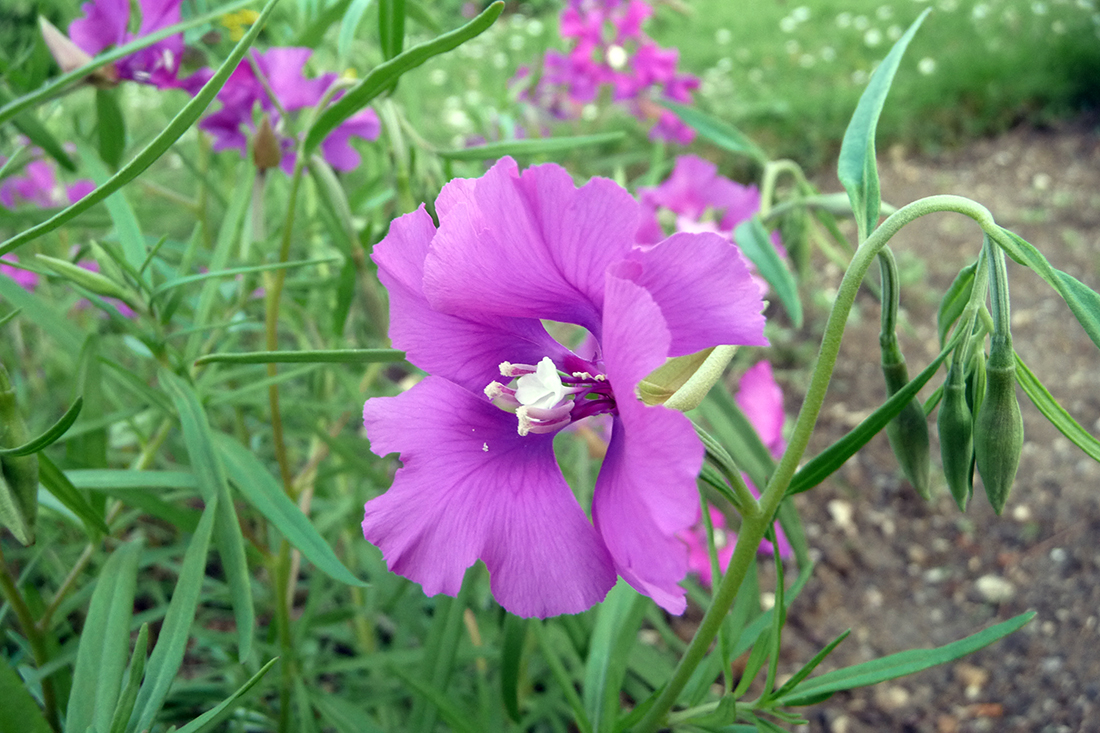
Lokanka vzhledná (C. pulchella)